# Saint-Vitte-sur-Briance
Saint-Vitte-sur-Briance település Franciaországban, Haute-Vienne megyében. Lakosainak száma 323 fő (2022. január 1.). Saint-Vitte-sur-Briance La Croisille-sur-Briance, Glanges, La Porcherie, Saint-Germain-les-Belles és Saint-Méard községekkel határos.

## Népesség
A település népessége az elmúlt években az alábbi módon változott:
| Lakosok száma | 341  | 332  | 335  | 330  | 325  | 320  | 321  | 318  | 323  |
|               | 2013 | 2015 | 2016 | 2017 | 2018 | 2019 | 2020 | 2021 | 2022 |